# Liste der Baudenkmäler in Haiming (Oberbayern)
Auf dieser Seite sind die Baudenkmäler in der oberbayerischen Gemeinde Haiming zusammengestellt. Diese Tabelle ist eine Teilliste der Liste der Baudenkmäler in Bayern. Grundlage ist die Bayerische Denkmalliste, die auf Basis des Bayerischen Denkmalschutzgesetzes vom 1. Oktober 1973 erstmals erstellt wurde und seither durch das Bayerische Landesamt für Denkmalpflege geführt wird. Die folgenden Angaben ersetzen nicht die rechtsverbindliche Auskunft der Denkmalschutzbehörde.

## Baudenkmäler nach Ortsteilen

### Haiming
| Lage                       | Objekt                              | Beschreibung | Akten-Nr.             | Bild           |
| -------------------------- | ----------------------------------- | --- | --------------------- | -------------- |
| Blumenstraße 1 (Standort)  | Ehemalige Schmiede                  | Zweigeschossiger unverputzter Backstein- und Tuffquaderbau mit Schopfwalmdach, erbaut 1830 | D-1-71-118-1 Wikidata | BW             |
| Flurstraße 14 (Standort)   | Schloss Haiming                     | Klassizistischer Rechteckbau in unverputztem Tuffquaderwerk, mit Flachwalmdach, erbaut 1838–40; mit Ausstattung; westlich zwei kleine Walmdachbauten (ehemalige Registratur mit Altar der ehemaligen Schlosskapelle, Mitte 17. Jahrhundert), gleichzeitig; nordöstlich sogenannter Valentinsstadel, verbretterter Holzblockbau, zum Teil gemauert, erste Hälfte 18. Jahrhundert          | D-1-71-118-2 Wikidata | weitere Bilder |
| Hauptstraße 20 (Standort)  | Katholische Pfarrkirche St. Stephan | spätgotisch, 1485 von Hans Pranthueber erbaut und von Hans Wechselberger eingewölbt, Turmobergeschoss 1727; mit Ausstattung; Friedhofsummauerung aus Tuffquadern, 16./17. Jahrhundert; vier klassizistische Grabsteine in der Südmauer; eisernes Grabdenkmal v. Berchem, um 1835; neugotisches Priestergrabdenkmal Heitzmannsberger; neugotisches Grabdenkmal v. Ow, v. Berchem, um 1855 | D-1-71-118-3 Wikidata | weitere Bilder |
| Salzachstraße 2 (Standort) | Stadel mit Bundwerkfront            | Bezeichnet mit dem Jahr 1866; querstehend Stallstadel mit Bundwerkoberteil, erstes Drittel 19. Jahrhundert | D-1-71-118-4 Wikidata | BW             |
| Weiherstraße 25 (Standort) | Bauernhaus                          | Mittertennbau mit Blockbau-Obergeschoss und Giebelschrot, westseitig Naturstein-Quadermauerwerk, Anfang 19. Jahrhundert | D-1-71-118-5 Wikidata | BW             |

### Kemerting
| Lage                    | Objekt                                          | Beschreibung | Akten-Nr.              | Bild |
| ----------------------- | ----------------------------------------------- | --- | ---------------------- | ---- |
| Kemerting 2 (Standort)  | Vierseithof; sog. Beim Hoisbauer                | östlich Bauernhaus, zweigeschossiger Flachsatteldachbau aus Tuffstein-Quadermauerwerk, Giebelfresko, Anfang 19. Jahrhundert, Wohnteil wohl nach Mitte 19. Jahrhundert ausgebaut; westlich zweitenniger Stadel aus Tuffquadern und Backstein, mit Flachsatteldach und Gitterbundwerk im Giebel, Anfang 19. Jahrhundert; südlich Nebengebäude mit Stallteil und Lagerboden, schmaler zweigeschossiger Satteldachbau aus Tuffquadern und Backstein, Giebelfresko, wohl Mitte 19. Jahrhundert | D-1-71-118-10 Wikidata | BW   |
| Kemerting 6 (Standort)  | Bauernhaus des Dreiseithofes „Beim Niedermayer“ | Wohnstallhaus aus Tuffquadern mit neugotischem Traufschrot, 1867, im Kern älter; östlich Stadel mit Flachsatteldach und Blockbauteil, noch 18. Jahrhundert | D-1-71-118-11 Wikidata | BW   |
| Kemerting 20 (Standort) | Bauernhaus, „Beim Messerer“                     | mit Blockbau-Obergeschoss und rückwärtigem Bundwerkteil, Ende 18. Jahrhundert | D-1-71-118-12 Wikidata | BW   |
| Kemerting 35 (Standort) | Kapelle St. Vitus                               | neugotisch; 1858; mit Ausstattung | D-1-71-118-14 Wikidata | BW   |
| Kemerting 43 (Standort) | Bauernhaus, „Beim Haidacher“                    | mit Blockbau-Obergeschoss, bezeichnet mit dem Jahr 1868 | D-1-71-118-13 Wikidata | BW   |

### Niedergottsau
| Lage                      | Objekt                                                          | Beschreibung | Akten-Nr.              | Bild           |
| ------------------------- | --------------------------------------------------------------- | --- | ---------------------- | -------------- |
| Dorfstraße 2 (Standort)   | Ehemals Bauernhaus Beim Bartlmayr                               | Erdgeschoss mit Nagelfluh-Brockenmauerwerk, Blockbau-Obergeschoss wohl 18. Jahrhundert, Blockbau-Kniestock und Dachaufsteilung erstes Drittel 19. Jahrhundert, ehemaliger Wirtschaftsteil zu Wohnungen ausgebaut | D-1-71-118-18 Wikidata | BW             |
| Dorfstraße 26 (Standort)  | Bauernhaus                                                      | mit Blockbau-Obergeschoss und Flachsatteldach, Ende 18. Jahrhundert | D-1-71-118-19 Wikidata | BW             |
| Kirchplatz 1 (Standort)   | Katholische Expositurkirche Mariä Himmelfahrt, Wallfahrtskirche | zweite Hälfte 15. Jahrhundert, im 18. Jahrhundert um die Seitenschiffe, mit Emporen, erweitert; mit Ausstattung; Friedhofsmauer aus Tuffquadern, 17./18. Jahrhundert                                             | D-1-71-118-17 Wikidata | weitere Bilder |
| Marienstraße 1 (Standort) | Ehemaliges Schulhaus                                            | Hauptbau zweigeschossig mit Kniestock und Satteldach, quer angeschlossen zweigeschossiger Satteldachbau, beide mit Lisenen- und Gesimsgliederung, erbaut 1879                                                    | D-1-71-118-29 Wikidata | BW             |

### Winklham
| Lage                       | Objekt                  | Beschreibung | Akten-Nr.              | Bild |
| -------------------------- | ----------------------- | --- | ---------------------- | ---- |
| Innstraße 51 (Standort)    | Bauernhaus              | mit Blockbau-Obergeschoss, wohl frühes 18. Jahrhundert; Hoftor, um 1900 | D-1-71-118-25 Wikidata | BW   |
| Innstraße 66 (Standort)    | Bauernhaus              | Wohnstallhaus, zum Teil Ganzblockbau mit durchlaufendem Traufschrot und Bundwerk über dem Stall, zweite Hälfte 18. Jahrhundert                                                            | D-1-71-118-27 Wikidata | BW   |
| Schöffbergweg 1 (Standort) | Sogenannte Huberkapelle | Zweigeschossiger Tuffsteinbau mit Satteldach, westlich Kapelle integriert, romanische Reste, im 18. Jahrhundert teilweise umgebaut, Gebäude bezeichnet mit dem Jahr 1863; mit Ausstattung | D-1-71-118-28 Wikidata | BW   |

### Weitere Ortsteile
| Lage                                    | Objekt                                                | Beschreibung | Akten-Nr.              | Bild           |
| --------------------------------------- | ----------------------------------------------------- | --- | ---------------------- | -------------- |
| Ed Ed 1 (Standort)                      | Bundwerkstadel                                        | Südtrakt des Vierseithofes, bezeichnet mit dem Jahr 1847 | D-1-71-118-8 Wikidata  | BW             |
| Eisching Eisching 22 (Standort)         | Vierseithof                                           | Wohnstallhaus, zum Teil zweigeschossiger Blockbau, um 1800; nördlich Stadel mit eingebautem Getreidekasten, erste Hälfte 19. Jahrhundert; östlich Stadel, zum Teil Blockbau, wohl 19. Jahrhundert | D-1-71-118-9 Wikidata  | BW             |
| Haarbach Haarbach 4 (Standort)          | Bauernhaus, ehemals Wohnstallhaus                     | zweigeschossiger Flachsatteldachbau aus Tuffsteinquadern mit traufseitiger Laube, Giebel aus Sichtziegelmauerwerk, bemalte Dachuntersichten, Houdibock und Giebelfresko, 1851 (am Giebel bezeichnet), im Kern älter | D-1-71-118-30 Wikidata | BW             |
| Motzenbrunn Flur Motzenbrunn (Standort) | Wegkapelle, sog. Kagererkapelle oder Antonius-Kapelle | Tuffquaderbau mit offenem Durchgang, 1902; mit Ausstattung | D-1-71-118-15 Wikidata | BW             |
| Neuhofen Neuhofen 30 (Standort)         | Katholische Filialkirche St. Nikolaus                 | kleiner Tuffsteinbau mit Dachreiter, im Kern noch erstes Viertel 16. Jahrhundert, 1869/70, neugotisch umgestaltet; mit Ausstattung | D-1-71-118-16 Wikidata | weitere Bilder |
| Piesing Piesing 1 (Standort)            | Schloss Piesing                                       | Schlossbau, zweigeschossig auf rechteckigem Grundriss mit hohem Walmdach, 1726 und Folgejahre erbaut, die Zwerchgiebel Ende 18. Jahrhundert; Schlosskapelle Maria Hilf, neubarocker Bau, 1901; mit Ausstattung; Bibliothek, seitlich abgerückter neubarocker Mansarddachbau, 1901; mit Ausstattung; Schlossgarten, ursprünglich barock, im 19. Jahrhundert im englischen Stil überarbeitet, mit Johann-Nepomuk-Bildstock, 18. Jahrhundert                                  | D-1-71-118-20 Wikidata | weitere Bilder |
| Piesing Piesing 2 (Standort)            | Ökonomiehof                                           | Geschlossene Vierflügelanlage; ehemalige Stalltrakte (Süd-, West- und Nordflügel), verputzt mit abgewalmten Dächern und zum Teil mehrschiffigen Gewölben, 18. Jahrhundert; ehemaliges Meierhaus (Ostflügel), mit Putzgliederung und Satteldach, im Kern frühes 19. Jahrhundert, 1907 umgebaut und um Kniestock erhöht; nordöstlich Stadel, Ostseite mit zwei kleinen erdgeschossigen Satteldachbauten, Gitterbundwerk an Nord- und Südgiebel, im Kern wohl 18. Jahrhundert | D-1-71-118-21 Wikidata | BW             |
| Schwaig Schwaig 1 (Standort)            | Bauernhaus                                            | Wohnstallhaus des Vierseithofes, mit Blockbau-Obergeschoss, wohl Anfang 19. Jahrhundert; östlich schmales zweigeschossiges Ökonomiegebäude mit Satteldach, Ostseite mit Quadermalerei und Salettlanbau, 19. Jahrhundert | D-1-71-118-22 Wikidata | BW             |
| Stockach Stockach 10 (Standort)         | Bauernhaus                                            | mit Blockbau-Obergeschoss und Giebelschrot, erste Hälfte 19. Jahrhundert | D-1-71-118-23 Wikidata | BW             |
| Vordorf Innstraße 35 (Standort)         | Kapelle, sogenannte Gradlkapelle                      | gemauerter Nordteil mit eklektizistischer Fassadengestaltung, hölzerner Ostteil, mit Dachreiter, errichtet von Johann Baptist Straubinger, 1861–67; mit Ausstattung | D-1-71-118-24 Wikidata | BW             |